# 拉塞·斯万·汉森
拉塞·斯万·汉森（丹麥語：Lasse Svan Hansen，1983年8月31日—），丹麦男子手球运动员。他曾代表丹麦国家队参加2012年、2016年和2020年夏季奥林匹克运动会手球比赛，获得一枚金牌和一枚银牌。